# Гусли-самогуды
«Гусли-самогуды» — русская народная сказка, записанная фольклористом А. Н. Афанасьевым. Сказка представлена под номером 238 во втором томе его сборника «Народные русские сказки» (записана в Пермской губернии).
Печаталась в сборниках русских сказок, выпускалась также отдельной книгой и в виде аудиосказок.

## Сюжет
Жил-был мужик по имени Алексей, у него был сын, которого звали Иван. Как-то, посеяв репу, мужик получил хороший урожай, который кто-то начал с поля воровать. Послал отец Ваньку караулить урожай — тот обнаружил, что ворует репу мальчик, так повлиявший на Ивана, что понёс он мешок с ворованной репой неизвестному деду, которому мальчик таскал её каждый день. Мальчик сообщил при этом, что за репу дед даст много серебра и золота, но надо просить у старика не деньги, а гусли-самогуды.
Отдал старый дед Ивану гусли, попросив взамен за них то, что ему дома всего дороже. Думал Ванька, что это будет дом их старенький, а обнаружил на пороге дома своего мёртвого отца. Похоронив его и погоревав, пошёл Иван искать счастья. В одном царстве купил он свиней и стал пасти их, играя на волшебных гуслях, а свиньи под музыку плясали. Однажды это увидела царевна и захотела купить у Ивана одну пляшущую свинку. Он продал, но взамен попросил царевну показать ноги не выше колен и приметил на правой её ноге родимое пятнышко.
Принесла царевна свинку во дворец, заиграли музыканты, а свинка только по углам прячется и визжит. Тем временем царь решил отдать свою дочь замуж. Созывает он людей богатых и крестьян со своего царства и чужих земель и сказал: — Кто узнает на моей дочке приметы — за того и замуж отдам! Никто не смог этого отгадать; одним из последних вызвался Ванька и сказал, что у царевны на правой ноге есть родимое пятнышко. Женился Иван на царевне — стал царским зятем и зажил припеваючи.

## В культуре
- Гусли-самогуды являются музыкальным инструментом многих сказок[2], а также используются в 16-м выпуске мультфильма «Ну, погоди!».
- Американский лингвист Фридман, Виктор защитил на степень бакалавра дипломную работу на тему «Гусли-самогуды: форма и содержание в русских волшебных сказках» (англ. Gusli-Samogudy: A Study of Form and Content in the Russian Magic Tale)[3][4].
- У Константина Бальмонта есть стихотворение «Гусли-самогуды», не имеющее отношение к сюжету народной сказки.[5]